# Iglesia de San Lorenzo (Pamplona)
La Iglesia parroquial de San Lorenzo es una parroquia católica situada en el Casco Viejo de la ciudad de Pamplona, en Navarra. De su conjunto medieval de los siglos XIII y XIV no quedan apenas vestigios, presenta una fachada reciente, de 1901, una nave de estilo neoclásico y el conjunto arquitectónico más destacado en la actualidad es la Capilla de San Fermín del siglo XVIII. 
Con todo, es una de las antiguas parroquias que llegó a tener Pamplona. Cuatro fueron durante siglos las únicas, iglesia de San Juan Bautista (Navarrería), la de San Saturnino y la de San Nicolás, y a finales del siglo XIX se añadió otra más, la de San Agustín, también en la Navarrería.

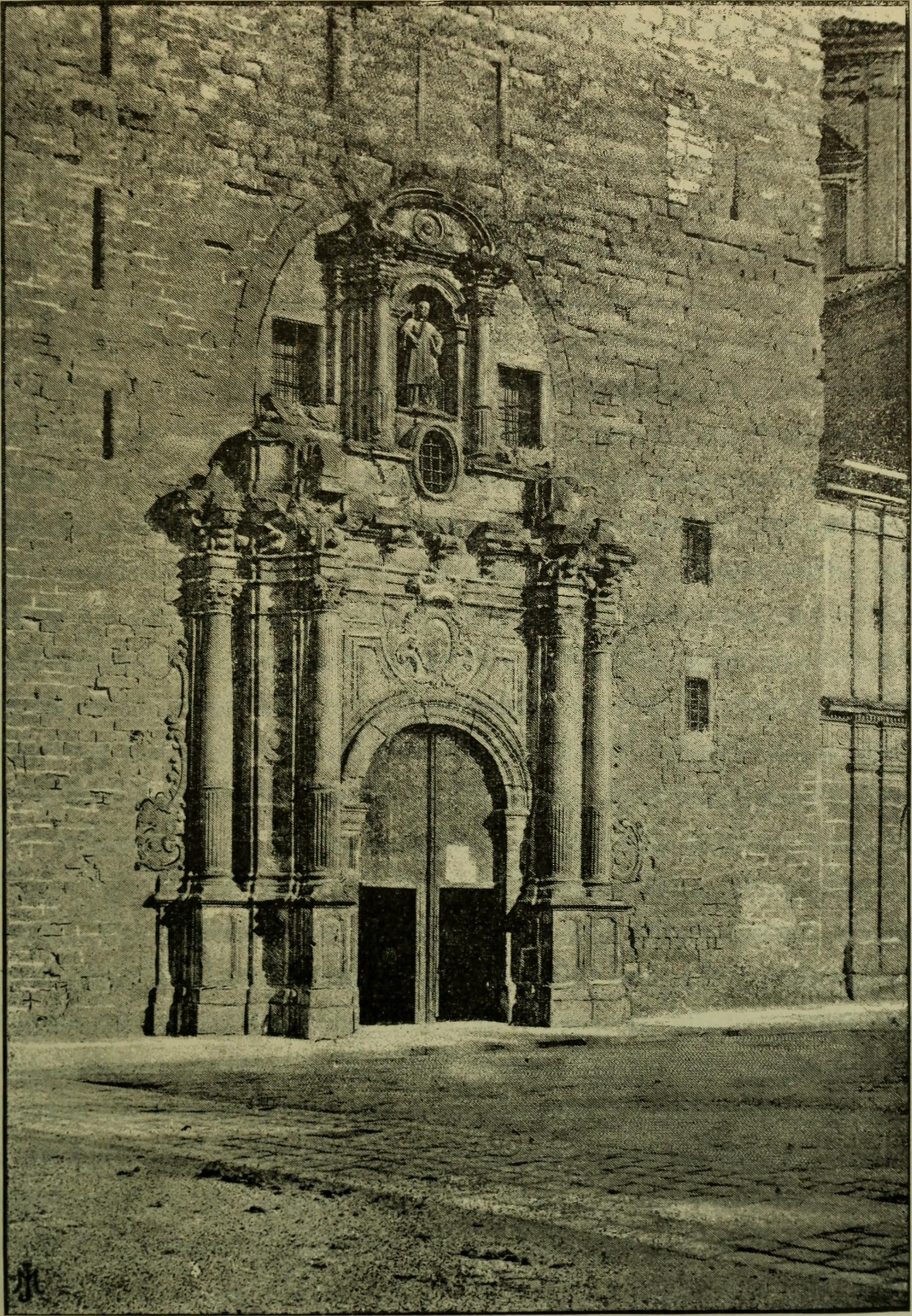
Antigua portada barroca. España, sus monumentos y artes, su naturaleza e historia. Navarra y Logroño, de P. Madrazo (1884)

## Historia
A comienzos del siglo XIII se tiene noticia de la construcción de la parroquia primitiva, hacia 1230, que seriamente dañada en la Guerra de la Navarrería (1276). A principios del siglo XIV se reconstruye al mismo tiempo que la Iglesia de San Cernin, y se la dota de un claustro en el lado de la epístola sobre el que, posteriormente, se levantará la capilla dedicada a San Fermín ya en el siglo XVIII. En esta iglesia gótica ya existía una capilla dedicada a San Fermín. Este templo se mantiene en funcionamiento hasta la primera década del siglo XIX (1805) cuando fue sustituido por el actual templo neoclásico.

## Descripción
Durante siglos esta iglesia-fortaleza se encontraba en el extremo occidental del perímetro urbano de Pamplona, en la parte final de la calle Mayor junto a la Taconera, formando parte del sistema defensivo de la ciudad. Ello motivo que fuera objeto de bombardeos como los más recientes de 1823 y 1841. De los antiguos edificios, tanto del siglo XIII como del siglo XIV, quedan algunos restos ocultos a la vista. 

### Fachada
La fachada anterior, de estilo barroco, y la torre medieval, que aún se había mantenido durante la primera mitad del siglo XIX, sufrieron el bombardeo del general Leopoldo O'Donnell desde la Ciudadela dirigido a la ciudad durante el pronunciamiento de 1841. La torre se tuvo que rebajar un tercio y la fachada, finalmente, fue desmontada en 1901 para levantar una nueva, la actual, firmada por el arquitecto Florencio de Ansoleaga. La nueva torre tenía un chapitel con el cual alcanzaba los 47 metros de altura. Este chapitel desapareció más tarde. La verticalidad original disminuyó al desaparecer un cuerpo piramidal sobre el de campanas.

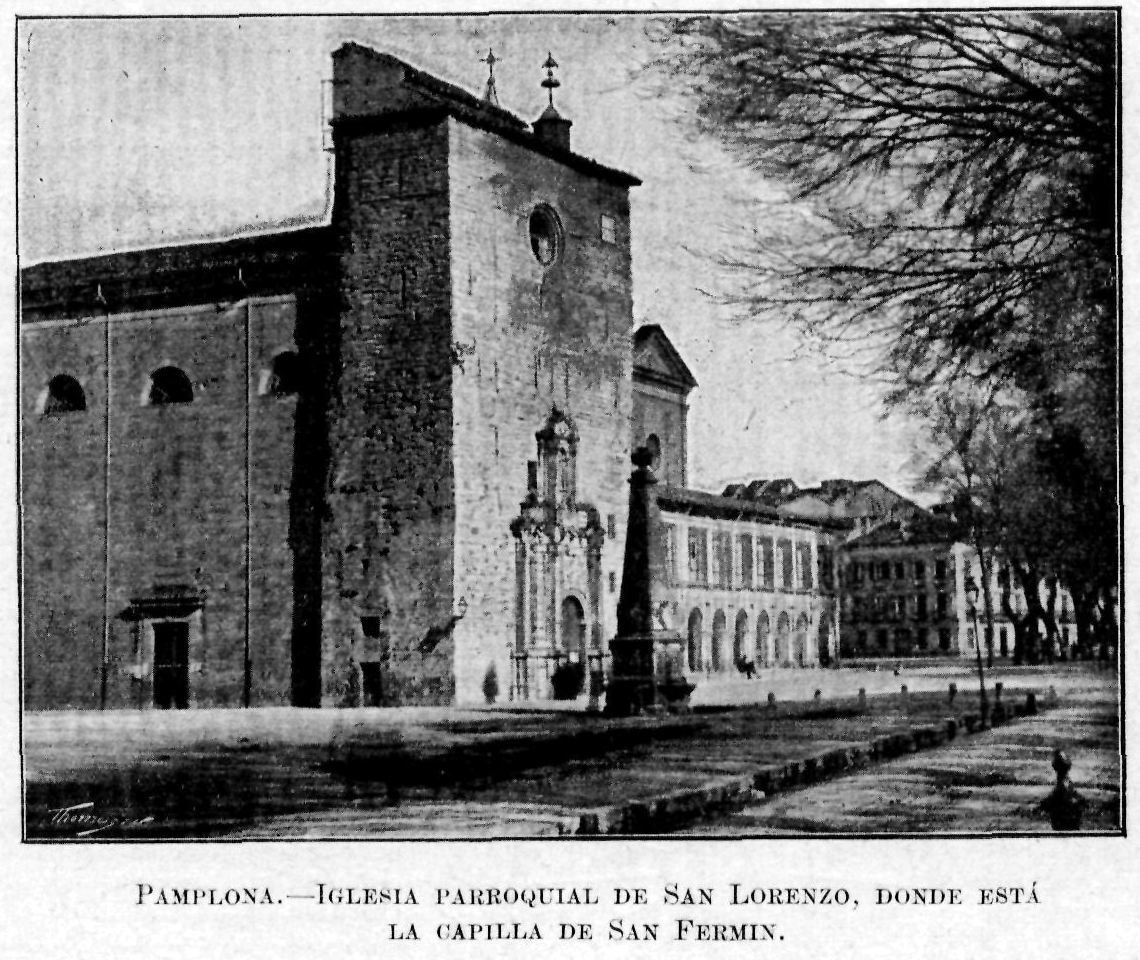
Fachada de la Iglesia de San Lorenzo hacia 1880. Foto de Roldán e Hijos publicada en el número 2 de La Avalancha - revista ilustrada (1895). «La torre presenta el aspecto tras el derribo parcial en 1852.» En «la portada barroca, de 1743», destaca la posterior «puerta neoclásica antes de que la tapiaran.»

La nave actual, una simple nave neoclásica, es obra de 1805 de Juan Antonio de Pagola. En 1856 se construyó un nuevo órgano a cargo de Pedro Roques, de Zaragoza. Dos años después se instalan tres arañas de cristal de Bohemia. En 1862 se realiza un entarimado nuevo. Desde Azpeitia trajeron una pila bautismal en 1864. En 1870 se blanqueó todo el interior de la iglesia. En 1878 el artesano Florentino Istúriz construyó un nuevo tabérnaculo dorado para el altar mayor yendo a parar el antiguo a la Iglesia de San Pedro Extramuros. En 1880, tras unas reformas de las aceras hechas por Florencio Ansoleaga, se realiza la visita de Pedro de Madrazo que inmortalizará en su libro.
En 1906 el párroco, Marcelo Celayeta, encarga al arquitecto Ángel Goicoechea un rediseño interior que, durante dos años, conllevarán un nuevo altar y una transformación de la nave. En el exterior se tapió la puerta de la calle Mayor y se habilitó la entrada por la calle San Francisco que supusieron notables obras en dependencias contiguas a la sacristía. En el interior dos hermanos, Vicente Lipúzcoa y Fermín Lipúzcoa, ejecutaron «una decoración polícroma de estilo modernista o art nouveau». Se retiró el retablo mayor colocado en la reedificación neoclásica y se colocó el actual, de estilo ecléctico, de proporciones monumentales, construido en el taller de Florentino Istúriz, siguiendo un proyecto de Ángel Goicoechea, y colocando imágenes talladas por Saturnino Eguaras junto a los mármoles del taller de Ramón Carmona.

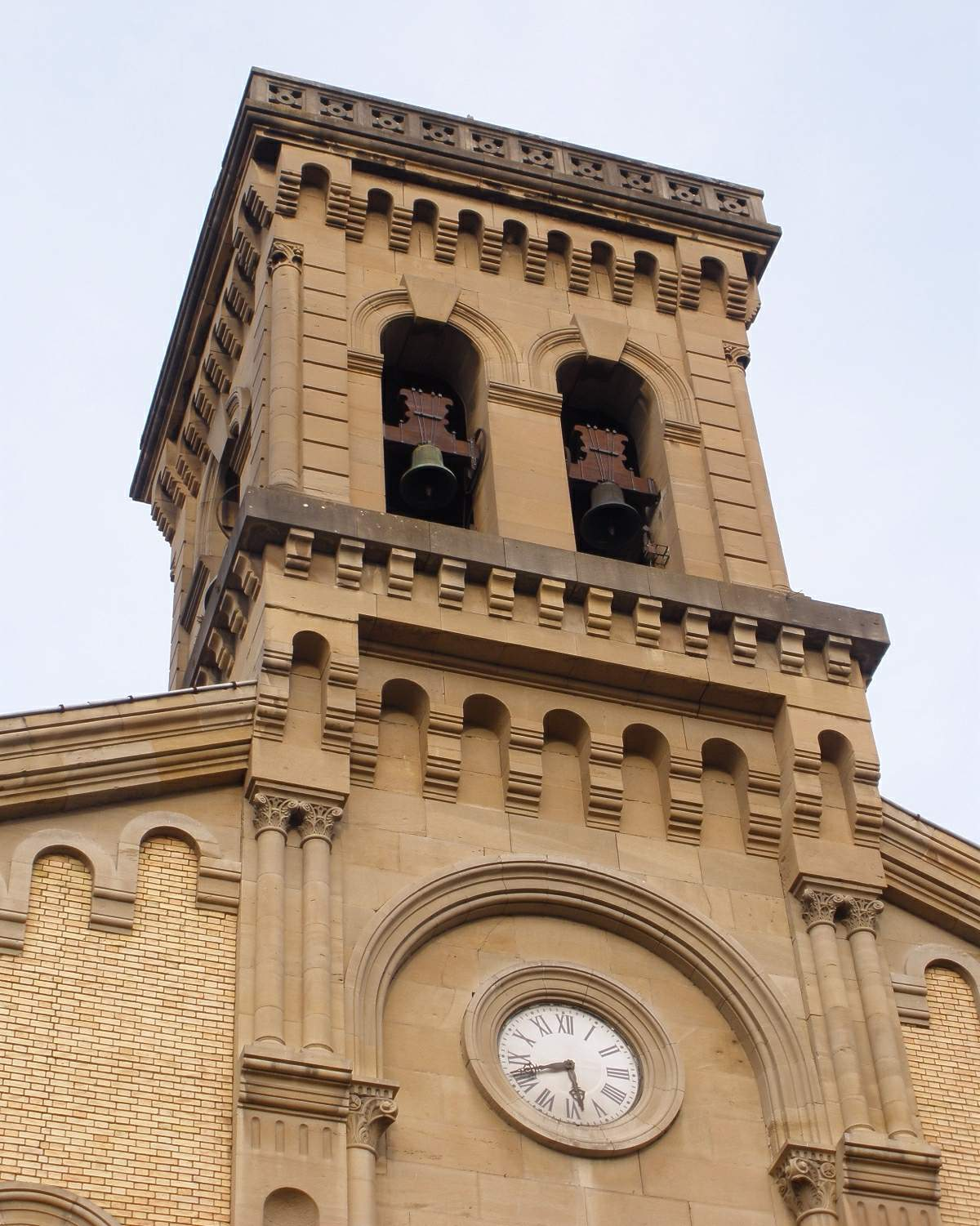
Detalle de la torre
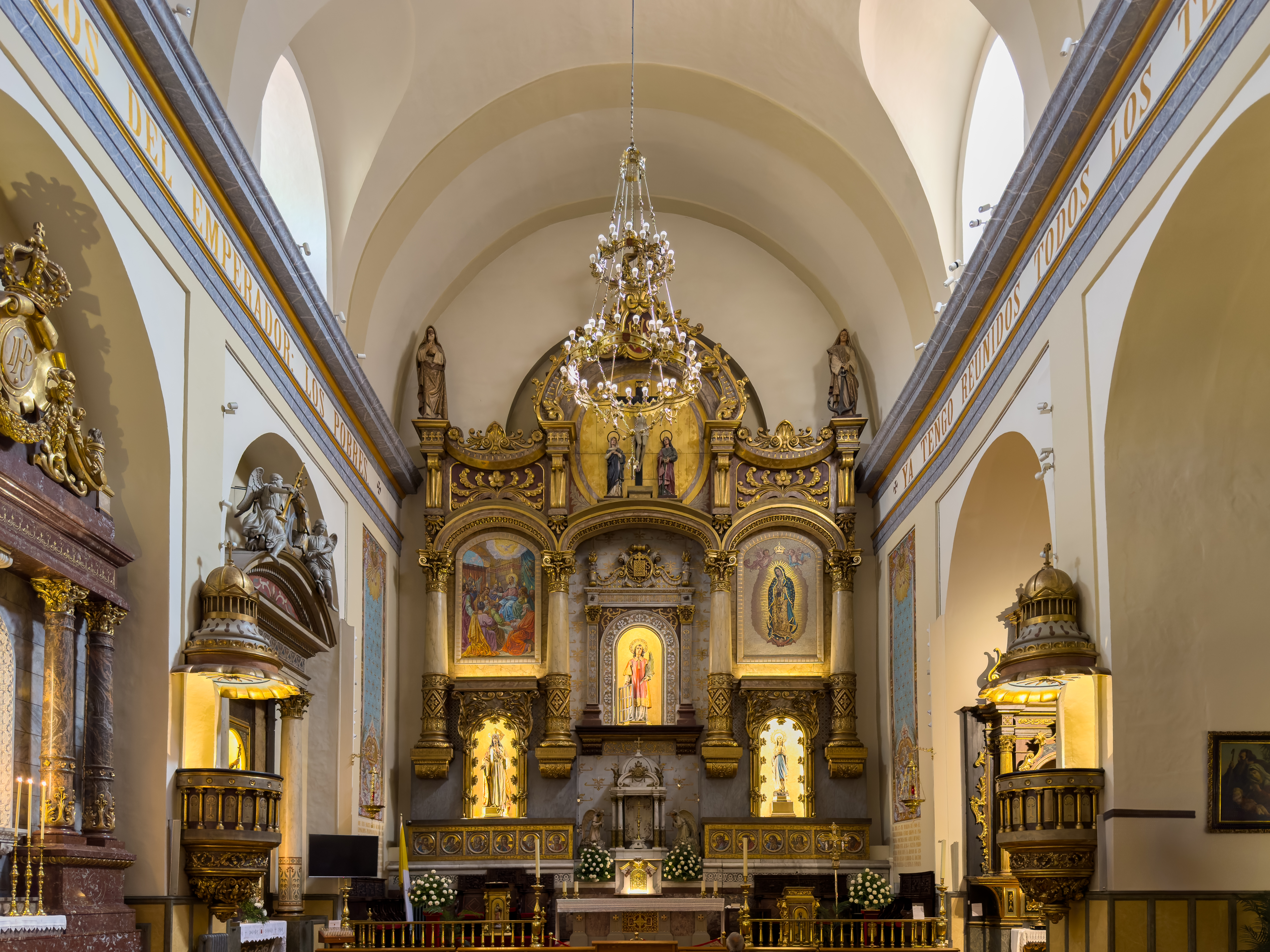
Vista de la nave central
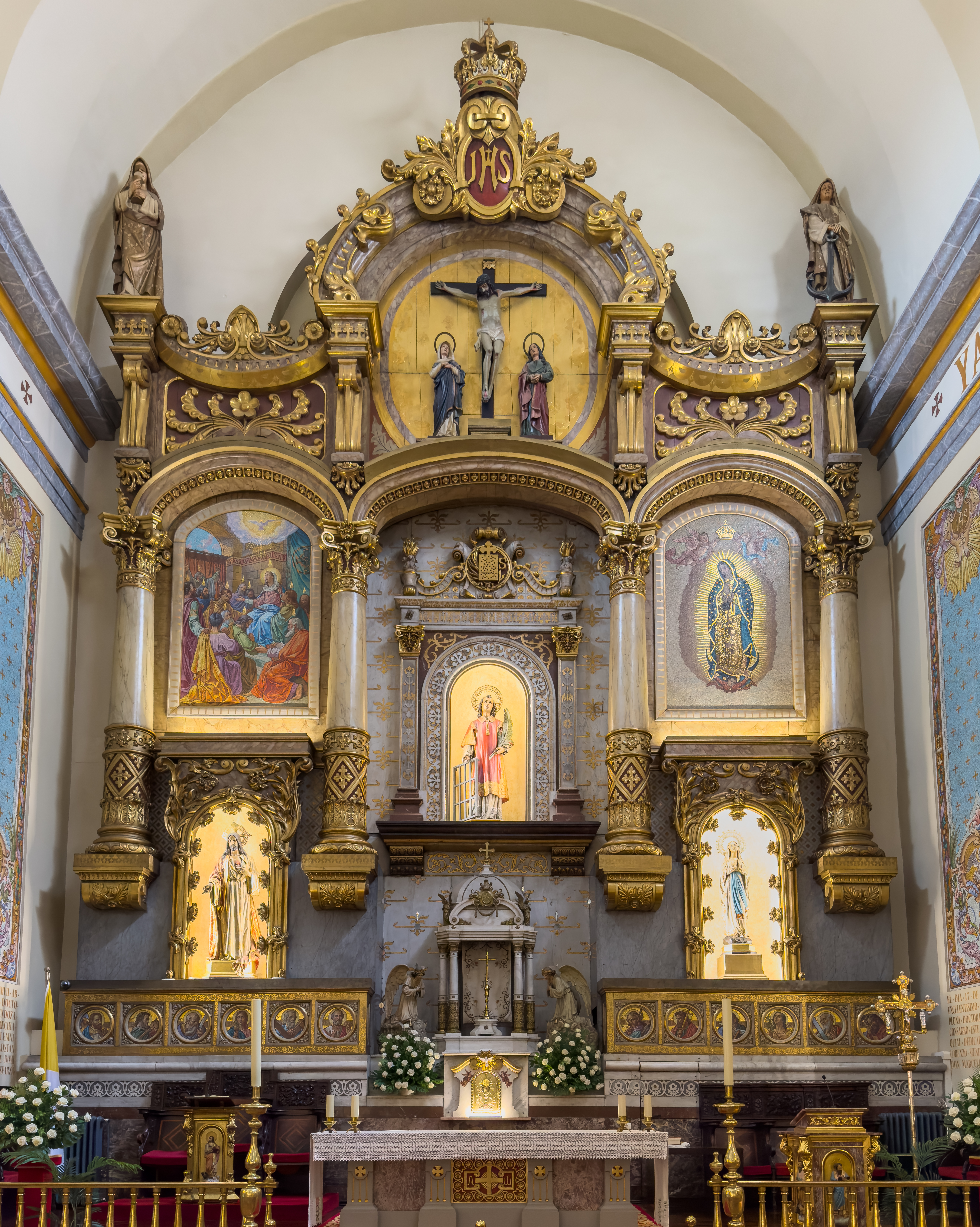
Presbiterio y altar mayor
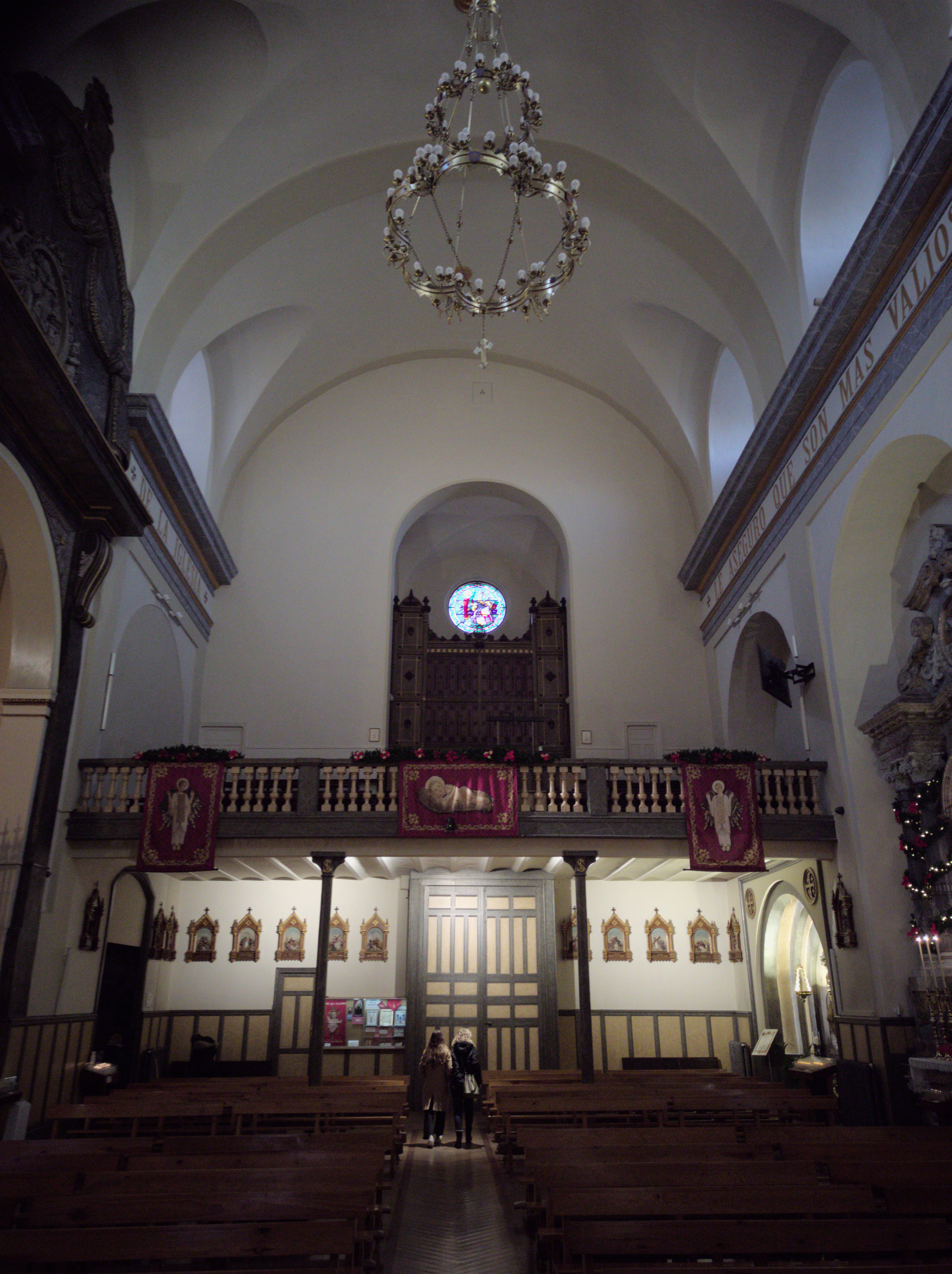
Coro de la iglesia sobre la puerta de acceso principal
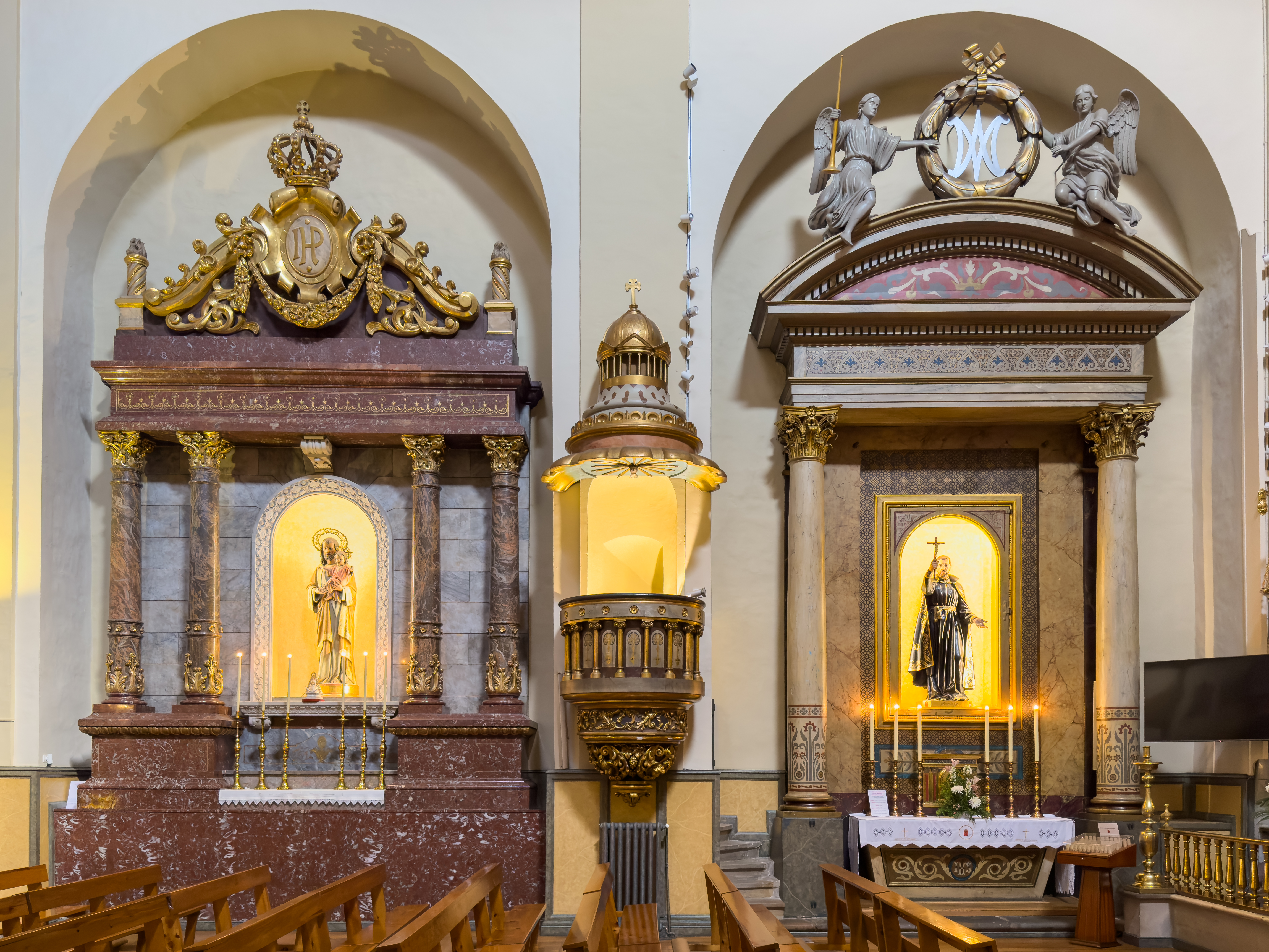
Imagen de San Francisco Javier (derecha)
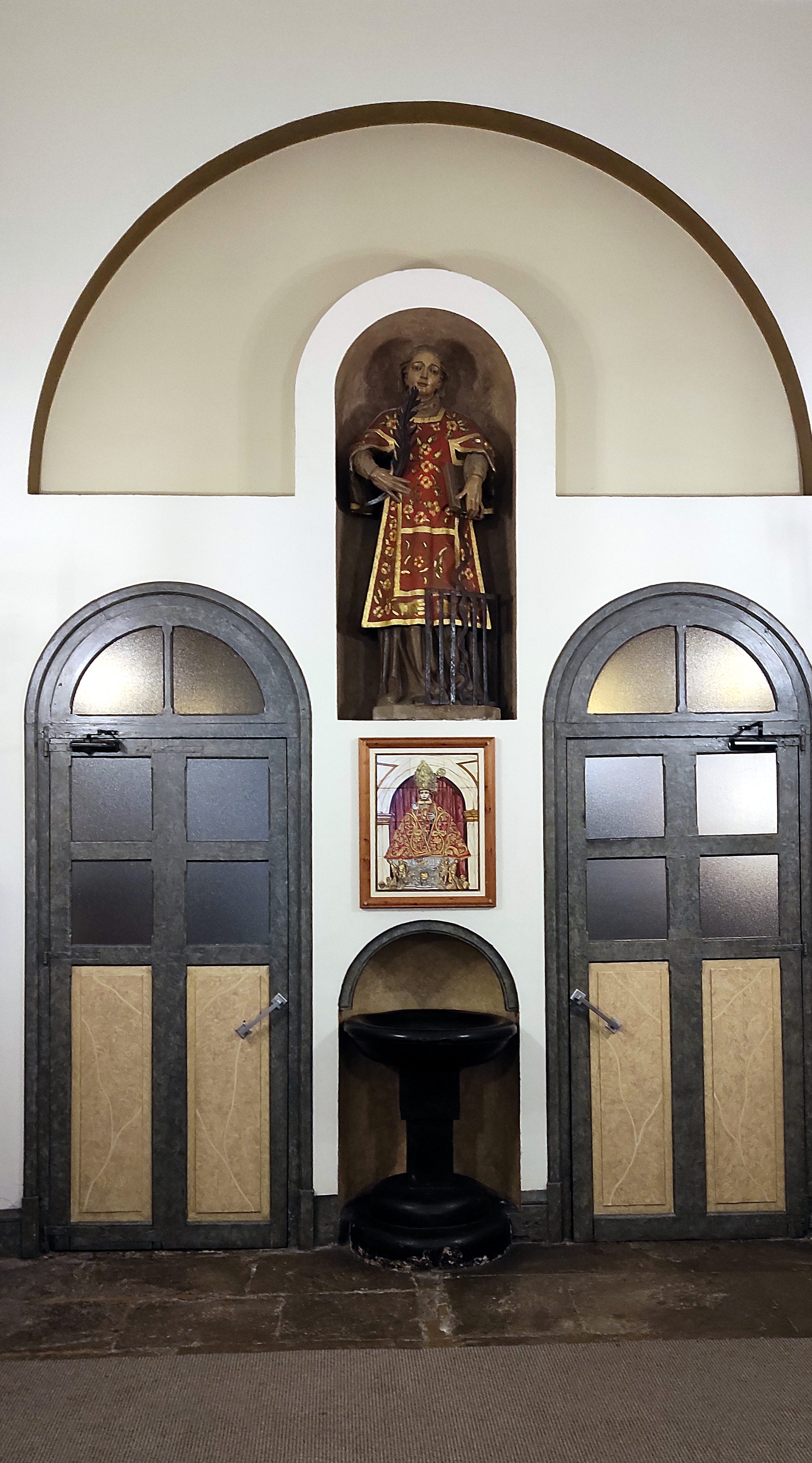
Acceso desde la calle San Francisco

### Capilla de San Fermín
La capilla de San Fermín, donde se encuentra casi todo el año el santo (copatrón de la Navarra), fue construida por iniciativa del Ayuntamiento, según el proyecto de los arquitectos Santiago Raón, fray Juan de Alegría y Martín Zaldúa, entre 1696 y 1717. La planta es de cruz griega, orientada de norte a sur, hacia el Rincón de la Aduana. En el exterior, tanto el lado sur como oeste, muestra una fachada de doble piso siendo el inferior de piedra, con arcos abiertos, mientras el superior usa ladrillo, con balcones. Emerge sobre el crucero una linterna, realizada en ladrillo rojo, con zonas con cerámica de color con el escudo de la ciudad y en contraste con la piedra de la galería de arcos presente en la planta baja. Inicialmente fue barroca, pero en la reforma de Santos Ángel de Ochandátegui de 1797 le dio una apariencia neoclásica. En la restauración de 1989 se buscó volver a la anterior.

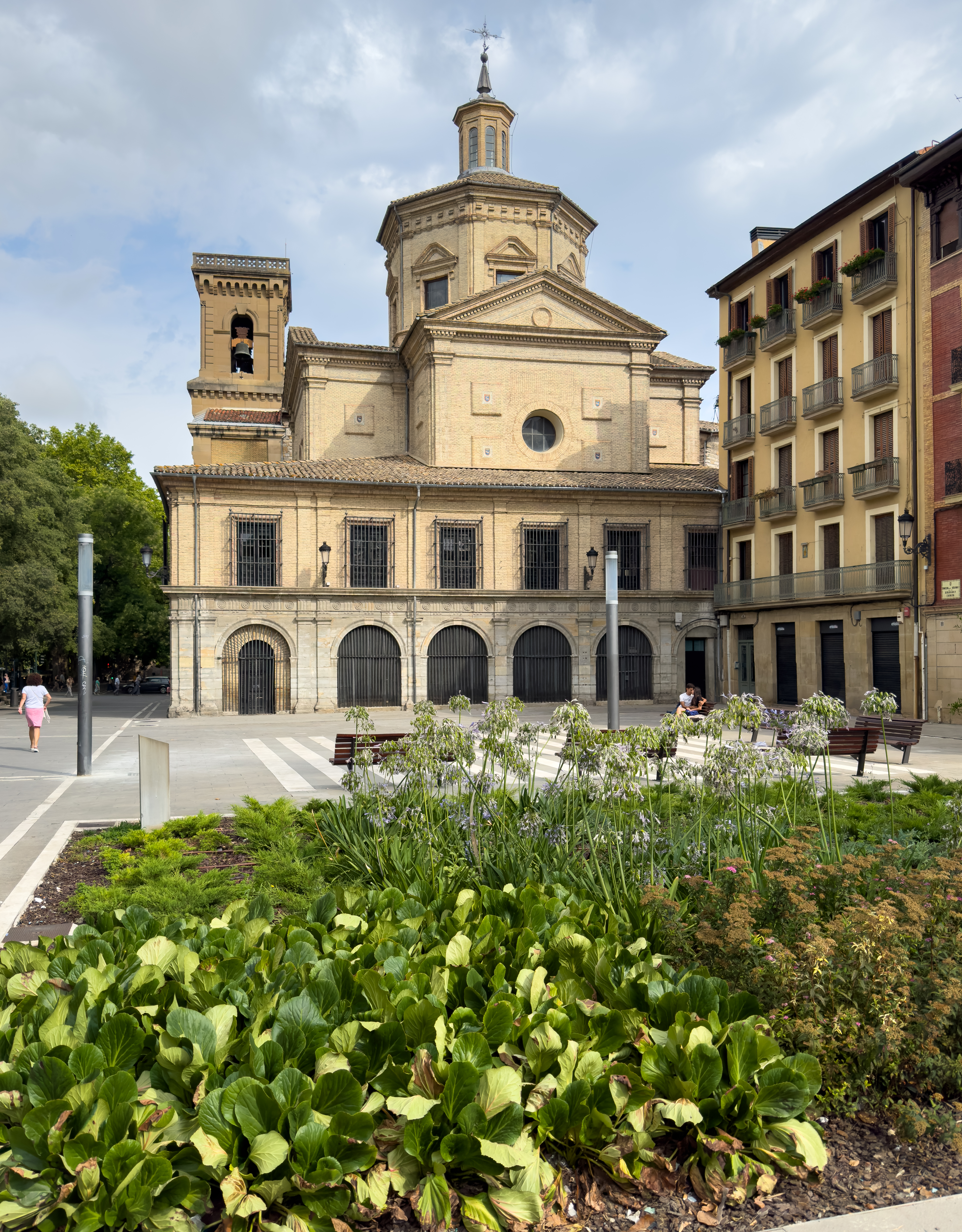
Exterior de la Capilla de San Fermín (Iglesia de San Lorenzo)
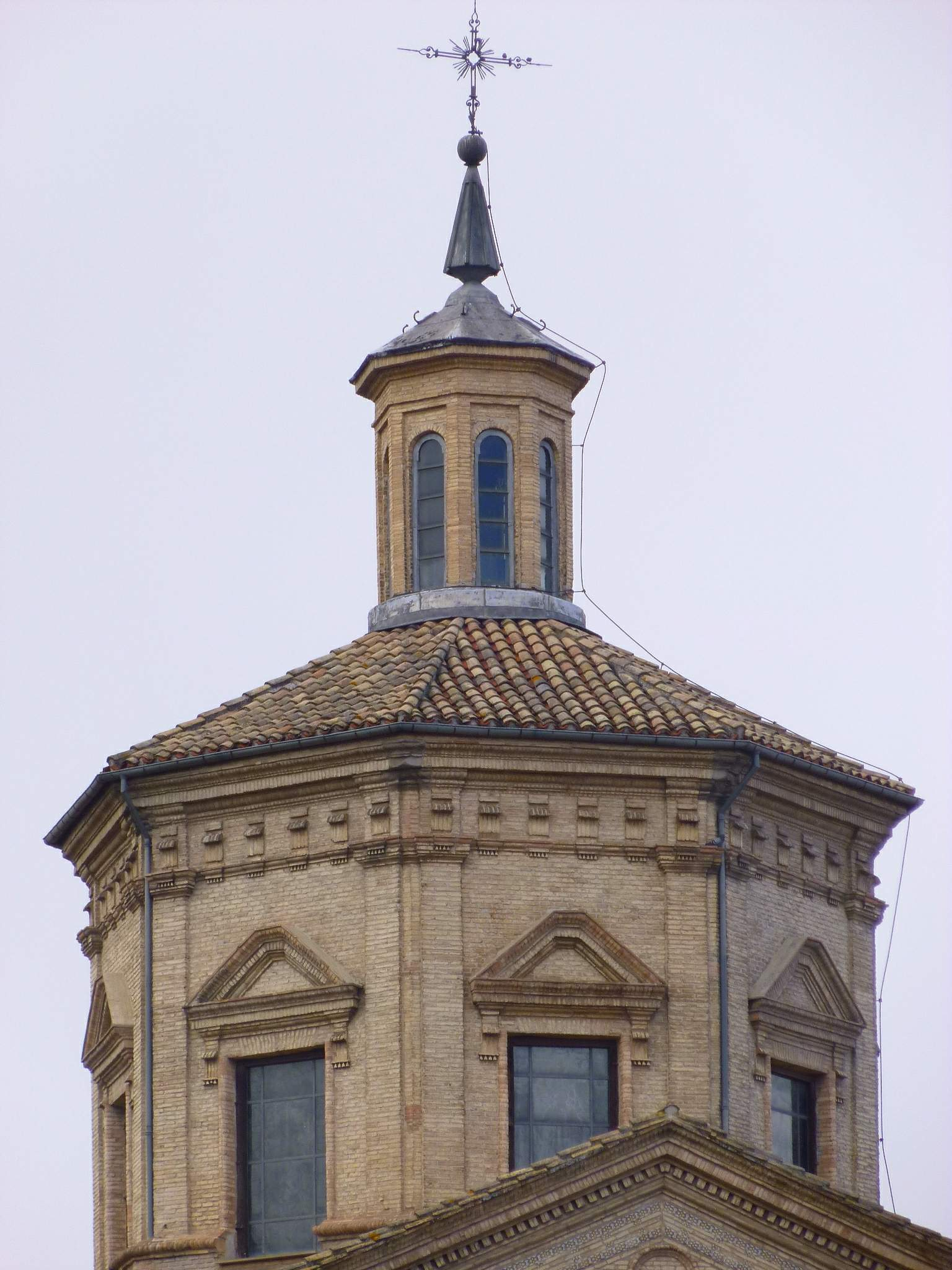
Detalle de la linterna sobre la Capilla de San Fermín
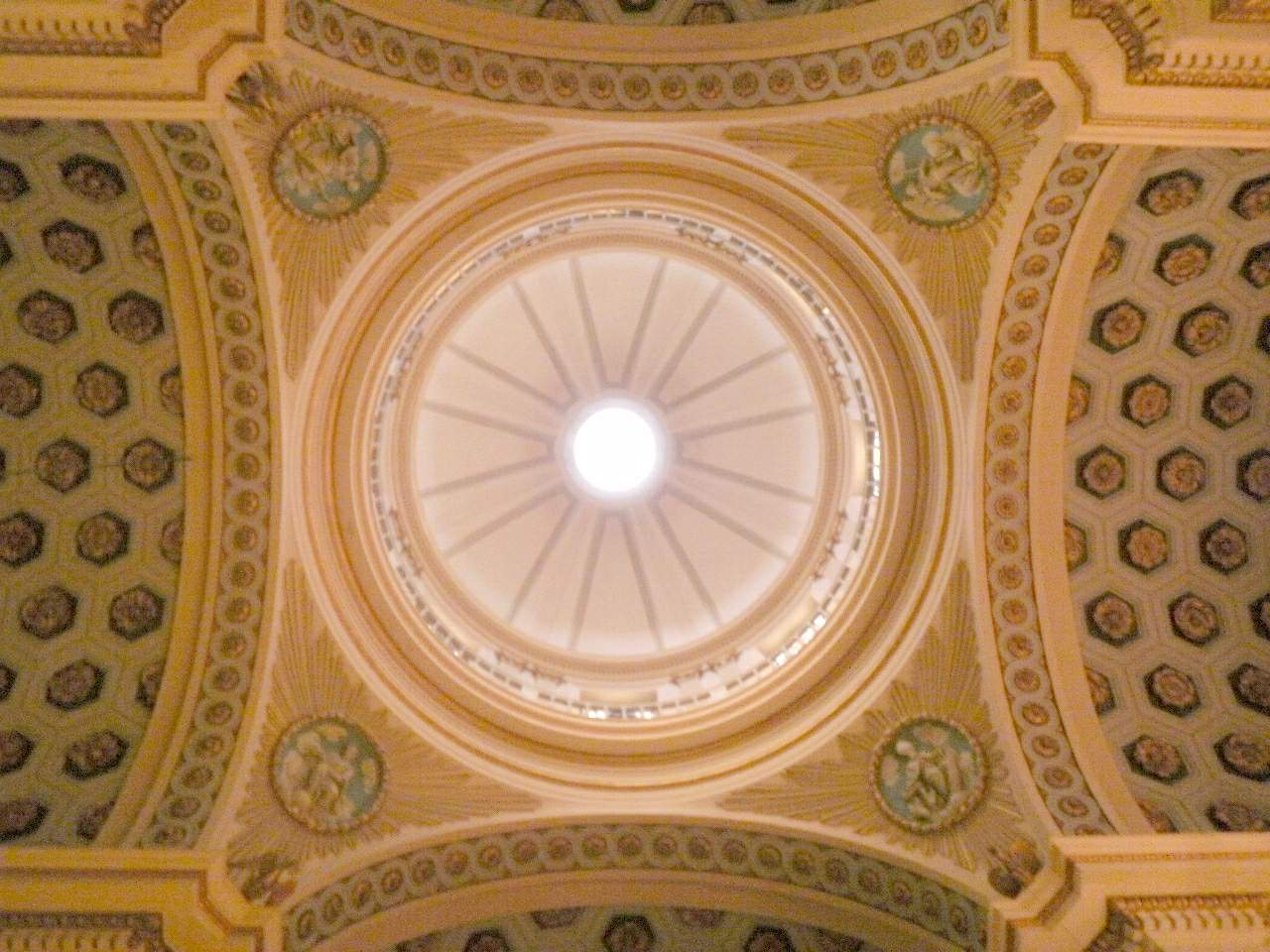
Cúpula de la capilla de San Fermín
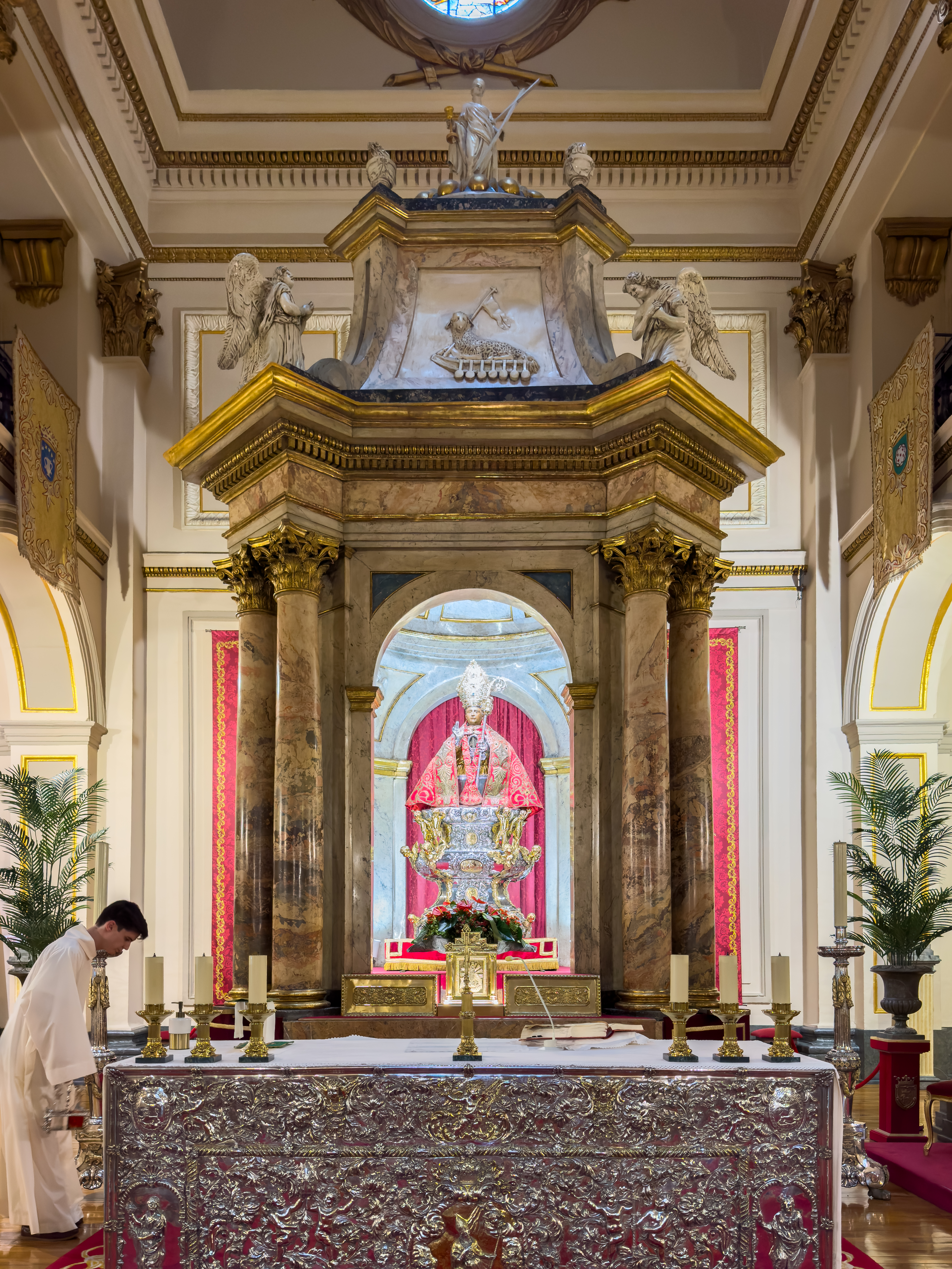
Templete de San Fermín presidiendo el centro de la capilla
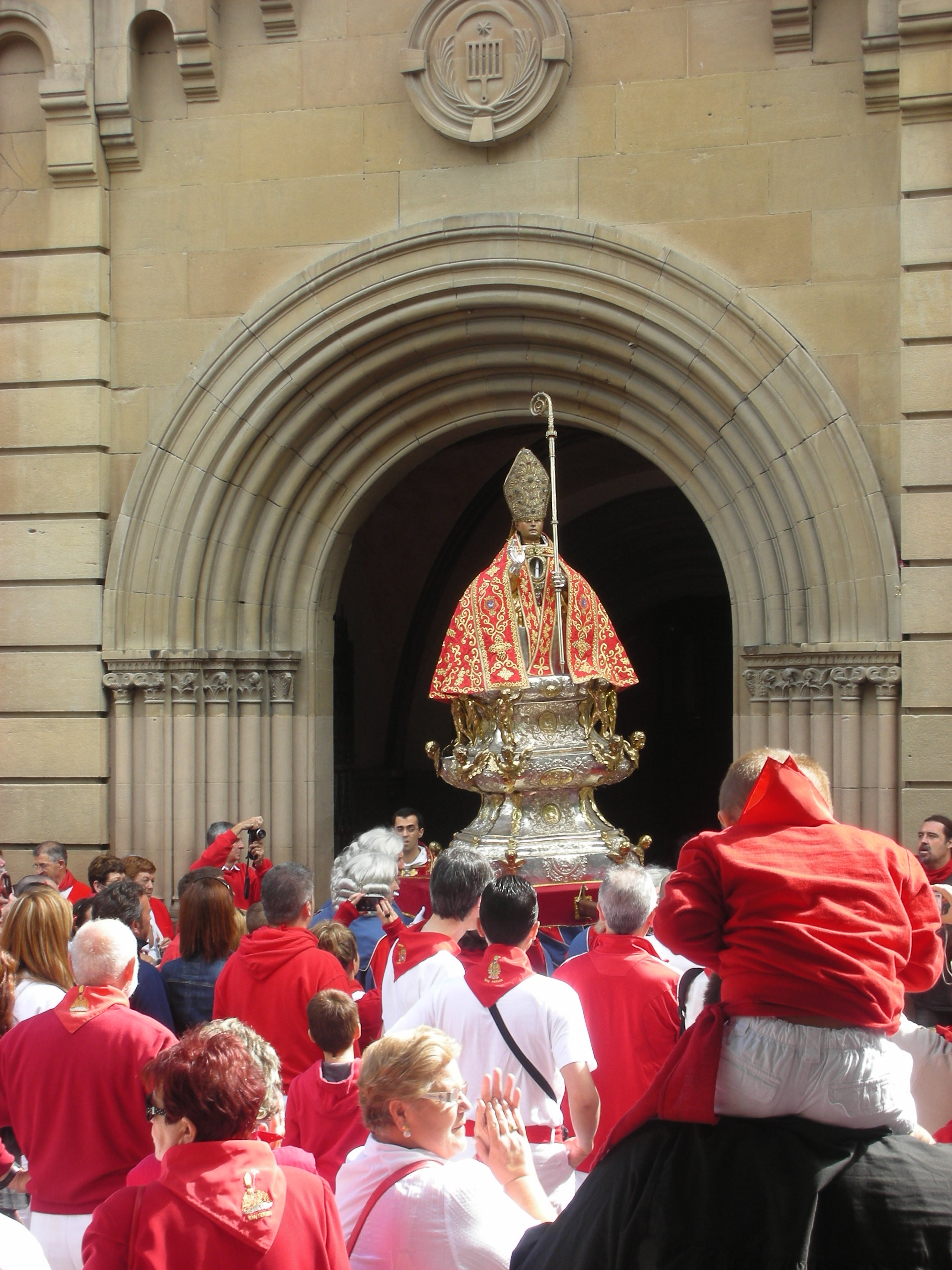
La imagen de San Fermín procesionada cada 7 de julio en Pamplona